# Fiskviken
Fiskviken är en by i Offerdals distrikt (Offerdals socken) i Krokoms kommun, Jämtlands län. Byn ligger norr om Landösjön (Nola sjön), mellan Landön och Rönnöfors. I byn finns bl.a. grönsaksodlingar.